# Magdalena Kotíková
Magdalena Kotíková, rozená Šindelová (* 23. prosince 1979), je bývalá česká florbalistka, reprezentantka a trenérka. S devíti mistrovskými tituly je českou extraligovou rekordmankou. S národním týmem získala na mistrovství v roce 2011 bronz. V nejvyšších florbalových soutěžích Česka a Finska hrála zejména v letech 1999 až 2012.

## Klubová kariéra
Kotíková s florbalem začala ve 20 letech, předtím hrála basketbal. Jejím prvním klubem byl 1. HFK Děkanka. S ním v sezónách 1999/2000 a 2000/2001 získala dva vicemistrovské tituly. Od sezóny 2002/2003 začala hrát za FBC Liberec Crazy Girls. Za Liberec hrála tři sezóny a ve všech třech získaly mistrovský titul.
Ročník 2005/2006 odehrála ve finské nejvyšší lize v klubu Tikkurilan Tiikerien, mistru předešlé sezóny. S nimi v roce 2006 hrála jako první český hráč finále Poháru mistrů.
Po návratu do Česka se vrátila do Děkanky, se kterou v sezóně 2006/2007 získala první klubové zlato. Celkem s Děkankou v letech 2007 až 2012 získala šest titulů v řadě. Mimo to v letech 2008 a 2009 získaly dvě bronzové medaile na Poháru mistrů. V sezóně 2010/2011 byla nejproduktivnější hráčkou ligy. Po posledním vyhraném titulu v prvním superfinále, které ale pro zranění nedohrála, ukončila v roce 2012 vrcholovou kariéru. S devíti trofejemi je českou extraligovou rekordmankou.
Po dvou letech se na konci sezóny 2013/2014 do Extraligy vrátila jako hrající trenérka TJ Sokol Královské Vinohrady. V posledním zápase play-down vstřelila rozhodující nájezd a zajistila Vinohradům udržení v lize. V klubu ve stejné roli působila i v další sezóně, po které definitivně ukončila kariéru.

## Reprezentační kariéra
Kotíková reprezentovala Česko na všech šesti mistrovstvích světa mezi lety 2001 a 2011. Po Iloně Novotné byla druhou českou florbalistkou, která se zúčastnila šesti šampionátů.
Na svém prvním Mistrovství v roce 2001 vstřelila rozhodující gól v zápase o 5. místo.
Na mistrovstvích v letech 2007, 2009 a 2011 byla kapitánkou týmu. Na druhém z nich dovedla český tým poprvé do semifinále a na posledním k první české ženské bronzové medaili. Na turnajích Euro Floorball Tour v letech 2008 a 2009 její tým vybojoval první remízy se Švédskem a Finskem v historii.
| Umístění         | Soutěž                                             |
| ---------------- | -------------------------------------------------- |
| 5.               | Mistrovství světa ve florbale žen 2001             |
| 7.               | Mistrovství světa ve florbale žen 2003             |
| 7.               | Mistrovství světa ve florbale žen 2005             |
| 5.               | Mistrovství světa ve florbale žen 2007 (kapitánka) |
| 4.               | Mistrovství světa ve florbale žen 2009 (kapitánka) |
| Bronzová medaile | Mistrovství světa ve florbale žen 2011 (kapitánka) |

## Ocenění
V letech 2005 a 2011 byla zvolena nejlepší českou florbalistkou sezony.

## Florbalová funkcionářka
V roce 2012 byla zvolena předsedkyní Hráčské komise Mezinárodní florbalové federace (IFF). Z titulu této funkce byla členkou Výkonného výboru IFF. Její mandát vypršel v roce 2016.

## Rodina
Kotíková pochází ze sportovní rodiny. Její otec Jaromír Šindel je trenér a bývalý hokejový brankář a reprezentant. Její bratr Jakub Šindel je bývalý hokejový útočník.